# ブルージーンズ・アンド・ムーンビームズ
『ブルージーンズ・アンド・ムーンビームズ』（Bluejeans and Moonbeams）は、ドン・ヴァン・ヴリートが率いるキャプテン・ビーフハート・アンド・ザ・マジック・バンドが1974年に発表した通算9作目に相当するアルバムである。

## 解説

### 経緯
1974年4月、キャプテン・ビーフハート・アンド・ザ・マジック・バンドは新しいマネージャーのディマルティーノ兄弟の下で、商業的な成功を目指して制作した前作『アンコンディショナリー・ギャランティード』を発表した。しかし評価は概ね低く、売り上げも低調でイギリスでもアメリカでもアルバム・チャートには入らなかった。ツアーが企画されたが、メンバーはディマルティーノ兄弟の強引なマネージメント、それに対して何も言わないヴァン・ヴリート、退屈な新曲を演奏しなければならないツアーなどに対する不満を抱いていた。彼等は1973年のツアーの給与を未だ受け取っていなかったので、ディマルティーノ兄弟が来るツアーの給与をきちんと払ってくれるとは期待できなかった。そしてツアー初日を5日後に控えて、全員がヴァン・ヴリートに別れを告げた。
ひとり残ったヴァン・ヴリートは、ツアーをキャンセルせずに急いで新メンバーを集めることにした。その結果、アンディ・ディマルティーノがマネージャーを務めたバックウィートの元メンバーのマイケル・スマザーマン（キーボード）とディーン・スミス（ギター）、ザ・モーズの元メンバーのファズィー・ファスカルド（ギター）、ボビー・ジェントリーのツアー・バンドのメンバーだったポール・アーリグ（ベース・ギター）、リッキー・ネルソンのザ・ストーン・キャニオン・バンドに在籍していたタイ・グライムス（ドラムス）、前作の制作にも参加したデル・シモンズ（フルート、サクソフォーン）からなるバンドが結成された。彼等は数日間のリハーサルで前作の収録曲に加えて以前のアルバムの収録曲を幾つか覚えて、キャプテン・ビーフハート・アンド・ザ・マジック・バンドとしてトロント公演を皮切りにツアーに臨んだ。5月にはイギリスに渡り、同じくヴァージン・レコードに所属していたヘンリー・カウを第一部に迎えてツアーを行なった。
ツアーが夏に終了するとスマザーマン、スミス、グライムスは引き続いて本作の制作に参加した。他にはキャプテン・ビーフハート・アンド・ザ・マジック・バンドに一時在籍して『ザ・スポットライト・キッド』（1972年）の制作に参加したエリオット・イングバーの実弟であるアイラ・イングバー（ベース・ギター）、ボブ・ウェスト（ベース・ギター）、マーク・ギボンス（キーボード）、ジーン・ペロ（ドラムス）、ジミー・キャラバン（キーボード）が参加した。彼等はノース・ハリウッドの小さなスタジオに集まり、一曲につき50ドルの給与で、本作を約2日間で制作した。プロデューサーは前作に引き続いてアンディ・ディマルティーノが務めた。

### 内容
'Same Old Blues'の原曲は、J・J・ケイルが1974年に発表したアルバムOkieに収録された'I Got The Same Old Blues'である。
'Captain's Holiday'は、リチャード・フェルドマン、ウォルト・リッチモンド、ステファン・ヒッカーソン、チャック・ブラックウェルの共作である。ヴァン・ヴリートはこの曲の録音には参加しておらず、ハーモニカを演奏しているのは別人である。
ヴァン・ヴリートが1977年に語ったところによると、彼とエリオット・イングバーの共作である'Party of Special Things to Do'の制作にはイングバーも参加したが、プロデューサーのディマルティーノがイングバーの演奏を抜き取ってしまったほか、ドラムスの録音も彼が欲するように変えてしまったという。ヴァン・ヴリートは後年、本作が彼の許可を得ずに仕上げられて発表されたと主張した。
ジャケットに使われた絵は、ヴァン・ヴリートの従兄弟のヴィクター・ヘイデンの作品である。

## 収録曲

### オリジナルLP
| #         | タイトル                          | 作詞                        | 作曲                                                               | 編曲                        | 時間  |
| --------- | --------------------------------- | --------------------------- | ------------------------------------------------------------------ | --------------------------- | ----- |
| 1.        | 「Party of Special Things to Do」 | Don Van Vliet, Eliot Ingber | Don Van Vliet, Eliot Ingber                                        | Don Van Vliet, Eliot Ingber | 2:48  |
| 2.        | 「Same Old Blues」                | J. J. Cale                  | J. J. Cale                                                         |                             | 4:00  |
| 3.        | 「Observatory Crest」             | Van Vliet, E. Ingber        | Van Vliet, Ingber                                                  | Van Vliet                   | 3:32  |
| 4.        | 「Pompadour Swamp」               | Van Vliet                   | Van Vliet                                                          | Van Vliet                   | 3:32  |
| 5.        | 「Captain's Holiday」             |                             | Richard Feldman, Walt Richmond, Stephen Hickerson, Chuck Blackwell |                             | 5:43  |
| 合計時間: | 合計時間:                         | 合計時間:                   | 合計時間:                                                          | 合計時間:                   | 19:35 |

| #         | タイトル                     | 作詞      | 作曲                                | 編曲                                | 時間  |
| --------- | ---------------------------- | --------- | ----------------------------------- | ----------------------------------- | ----- |
| 1.        | 「Rock 'n Roll's Evil Doll」 | Van Vliet | Van Vliet, Mark Gibbons, Ira Ingber | Van Vliet, Mark Gibbons, Ira Ingber | 3:20  |
| 2.        | 「Further Than We've Gone」  | Van Vliet | Van Vliet                           | Van Vliet                           | 5:31  |
| 3.        | 「Twist ah Luck」            | Van Vliet | Van Vliet, Gibbons, I. Ingber       | Van Vliet, Gibbons, I. Ingber       | 3:22  |
| 4.        | 「Bluejeans and Moonbeams」  | Van Vliet | Van Vliet                           | Van Vliet                           | 5:02  |
| 合計時間: | 合計時間:                    | 合計時間: | 合計時間:                           | 合計時間:                           | 17:15 |

### CD
| #         | タイトル                          | 作詞                        | 作曲                                                               | 編曲                                | 時間  |
| --------- | --------------------------------- | --------------------------- | ------------------------------------------------------------------ | ----------------------------------- | ----- |
| 1.        | 「Party of Special Things to Do」 | Don Van Vliet, Eliot Ingber | Don Van Vliet, Eliot Ingber                                        | Don Van Vliet, Eliot Ingber         | 2:48  |
| 2.        | 「Same Old Blues」                | J. J. Cale                  | J. J. Cale                                                         |                                     | 4:00  |
| 3.        | 「Observatory Crest」             | Van Vliet, E. Ingber        | Van Vliet, Ingber                                                  | Van Vliet                           | 3:32  |
| 4.        | 「Pompadour Swamp」               | Van Vliet                   | Van Vliet                                                          | Van Vliet                           | 3:32  |
| 5.        | 「Captain's Holiday」             |                             | Richard Feldman, Walt Richmond, Stephen Hickerson, Chuck Blackwell |                                     | 5:43  |
| 6.        | 「Rock 'n Roll's Evil Doll」      | Van Vliet                   | Van Vliet, Mark Gibbons, Ira Ingber                                | Van Vliet, Mark Gibbons, Ira Ingber | 3:20  |
| 7.        | 「Further Than We've Gone」       | Van Vliet                   | Van Vliet                                                          | Van Vliet                           | 5:31  |
| 8.        | 「Twist ah Luck」                 | Van Vliet                   | Van Vliet, Gibbons, I. Ingber                                      | Van Vliet, Gibbons, I. Ingber       | 3:22  |
| 9.        | 「Bluejeans and Moonbeams」       | Van Vliet                   | Van Vliet                                                          | Van Vliet                           | 5:02  |
| 合計時間: | 合計時間:                         | 合計時間:                   | 合計時間:                                                          | 合計時間:                           | 36:50 |

## 参加ミュージシャン
番号はCDのトラック・ナンバーを示す。
- Captain Beefheart (Don Van Vliet) – ヴォーカル、ハーモニカ
- Dean Smith – ギター、ボトルネック・ギター
- Ira Ingber – ベース・ギター
- Bob West – ベース・ギター (3)
- Michael Smotherman – キーボード、バッキング・ヴォーカル
- Mark Gibbons – キーボード
- Gene Pello – ドラムス
- Jimmy Caravan – キーボード、スター・マシーン
- Ty Grimes – パーカッション